# بوزولوک (استان ولگوگراد)
بوزولوک (انگلیسی: Buzuluk) یک رودخانه در استان ولگوگراد کشور روسیه است.